# Telia (Dhankuta)
Telia (nep. तेलिया) – gaun wikas samiti we wschodniej części Nepalu w strefie Kośi w dystrykcie Dhankuta. Według nepalskiego spisu powszechnego z 2001 roku liczył on 500 gospodarstw domowych i 2606 mieszkańców (1344 kobiet i 1262 mężczyzn).